# 上原鹿造

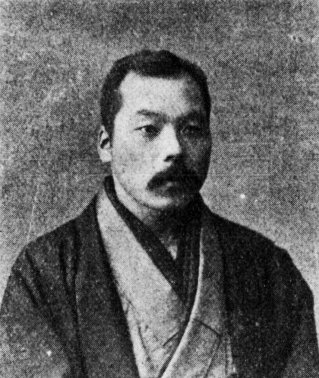
上原鹿造

上原 鹿造（うえはら しかぞう、慶応元年12月13日（1866年1月29日） - 昭和10年（1935年）10月4日）は、日本の衆議院議員（憲政本党）。弁護士。

## 経歴
府内藩士上原平馬の四男として大分に生まれる。1883年（明治16年）、大分師範学校に入学して4年間学び、小学校訓導・校長を務めた。1888年（明治21年）に上京し、国民英学会を経て、1892年（明治25年）に東京専門学校（現在の早稲田大学）行政科を卒業した。同年、弁護士試験に合格し、鳩山和夫事務所に勤務した。日本弁護士協会の結成に加わり、機関雑誌の編集主任を務め、理事となった。
1902年（明治35年）、第7回衆議院議員総選挙に出馬し、当選を果たした。
その後、鳩山事務所から独立し、1913年（大正2年）からは東京弁護士会副会長を務めた。
その他、池上電気鉄道株式会社取締役、京成電気軌道株式会社取締役、ボルネオ護謨株式会社取締役などを務めた。

## 親族
- 豊子 - 妻。鳩山和夫の養女[3]。